# Diversidad sexual en Puerto Rico
La diversidad sexual y de género en Puerto Rico actualmente cuenta casi con las mismas protecciones que la personas heterosexuales. En los últimos años en el país caribeño que es un Estado Libre Asociado de los Estados Unidos, aumentó la discusión pública y debates de cuestiones sobre orientación sexual e identidad de género, lo que ha permitido ha que haya debates legales. Las relaciones homosexuales estuvieron penalizadas hasta 2004 cuando entró en vigor el nuevo Código Penal. Previamente en 2003, la Corte Suprema de los Estados Unidos, cuyas decisiones también aplican en el territorio, había declarado inconstitucionales las leyes estatales que penalizaban la sodomía.
Actualmente las parejas del mismo sexo en el país, gozan derechos al matrimonio igualitario desde 2015. Aunque todavía existe opinión de oposición pública debido, que en gran parte, por la fuerte influencia de la Iglesia Católica y las iglesias evangélicas, entre ellas las sociedades más conservadoras. Si bien, Puerto Rico tiene una gran influencia en los derechos legales de la población LGBT.

## Historia
En 1973, la Comunidad del Orgullo Gay, fue la primera organización de derechos de las personas homosexuales en Puerto Rico. En 1991, también se formó la Coalición Puertorriqueña de Gays y Lesbianas. Ese mismo año, se organizó uno de los primeros desfiles del orgullo LGBT en Puerto Rico, y los eventos posteriores ocurren cada año en San Juan y Cabo Rojo. 
Entre la década de los años 1990 y 2008, surgieron varios grupos comunitarios de la probación LGBT, ya que hubo más discusión pública sobre la orientación sexual, la identidad de género, los derechos humanos y la pandemia del VIH-SIDA. Hoy en día, existen numerosas organizaciones de derechos LGBT y clubes nocturnos puertorriqueños, y la mayoría de las organizaciones LGBTQ tienen su sede en San Juan, Cabo Rojo y Vieques por sus alrededores.
El 6 de noviembre de 2012, el candidato del Partido Popular Democrático, Pedro Peters Maldonado, se convirtió en el primer político abiertamente declarado gay y ser elegido para un cargo público en la historia de la isla, cuando ganó un escaño en el ayuntamiento de la ciudad de San Juan.
Justin Santiago, un hombre trans puertorriqueño de Barranquitas, fue la primera persona de Puerto Rico que cambió su nombre y de género en su acta de nacimiento y que vivió como un hombre trans. En su juventud, Santiago se había visto obligado por asistir a sesiones de terapia de conversión, una práctica pseudocientífica que pretende cambiar las ideas de las personas LGBT. Posteriormente, Santiago abogó por la prohibición de la terapia de conversión que el exgobernador Ricardo Rosselló lo promulgó en 2019.

## Legislación y derechos de la diversidad sexual y de género

### Legislación sobre la actividad sexual homosexual
El 26 de junio de 2003, la Corte Suprema de los Estados Unidos resolvió el Caso Lawrence contra Texas y declaró mediante sentencia la inconstitucionalidad de las leyes que criminalizaban la homosexualidad. El fallo despenalizó la sodomía en los Estados Unidos y sus territorios y fue aplicable a Puerto Rico, invalidándose así la provisión de sodomía establecida en el artículo 103 del Código Penal de 1974. Finalmente se deroga el artículo 103 con el nuevo Código Penal aprobado en 2004 y que entró en vigencia en 2005. La edad de consentimiento sexual es de 16 años.
Anteriormente, el Código Penal de 1902 establecía que  “Toda persona culpable del infame crimen contra natura con un ser humano o con alguna bestia, incurrirá en pena de reclusión de presidio por un término mínimo de un año y máximo de diez años”. El artículo 103 del Código Penal de 1974 establecía sobre la actividad sexual homosexual lo siguiente: “Sodomía. Toda persona que sostuviere relaciones sexuales con una persona de su mismo sexo o cometiere el crimen contra natura con un ser humano será sancionada con pena de reclusión por un término mínimo de un año y máximo de 10 años”.

### Reconocimiento de uniones del mismo sexo

#### Derechos de convivencia
La Ley Núm. 23 de 2013, que modificó la Ley Núm. 54 de 1989 de Ley de Prevención e Intervención con la Violencia Doméstica, reconoce a las parejas del mismo sexo brindando protección a todas las personas de la violencia de pareja sin importar el estado civil, la orientación sexual, la identidad de género o estatus migratorio.
La Ley Núm. 69 de 2013, modificó el Código de Seguros de Salud (Ley 194-2011) para incorporar como cohabitantes a las parejas del mismo sexo en la cobertura de los planes médicos de salud públicos y privados. La ley define bajo el inciso de “Composición Familiar” a la persona asegurada y cohabitante como "personas solteras, adultas, con plena capacidad legal, sujetas a una convivencia sostenida y a un vínculo afectivo, que cohabitan voluntariamente, de manera estable y continua".

#### Matrimonio igualitario
En una decisión (5-4) el Tribunal Supremo de EE. UU determinó el 26 de junio de 2015 que es inconstitucional prohibir el matrimonio gay, lo que obligaría al Gobierno de Puerto Rico a iniciar los procedimientos para reconocerlo. La mayoría de los jueces del máximo foro judicial americano decidió que impedir el matrimonio entre personas del mismo sexo, como ocurre en trece estados y en Puerto Rico, es una violación de la decimocuarta enmienda de la Constitución federal, que mantiene que todo ciudadano debe recibir igual protección de las leyes.
La determinación del Supremo federal, aunque se basó en casos de Míchigan, Kentucky, Ohio y Tenesí, tiene el efecto de invalidar el artículo 68 del Código de Civil de Puerto Rico, que ha definido el matrimonio como la unión entre un hombre y una mujer, y prohibido expresamente el reconocimiento del matrimonio entre personas del mismo sexo.
La mayoría de los jueces, incluyendo a la puertorriqueña Sonia Sotomayor, determinó que el matrimonio es un derecho fundamental.
Desde la Fortaleza en San Juan, el gobernador Alejandro García Padilla afirmó que “el reconocimiento del derecho al matrimonio fortalece las libertades de todos y todas. Celebremos la igualdad ante la ley”. A través de una orden ejecutiva, el primer ejecutivo estableció que se deben identificar y revisar todos los programas, estatutos, regulaciones y políticas de las agencias, de forma tal que los derechos del matrimonio se apliquen uniformemente a todo matrimonio, independientemente del género o sexo de quienes lo compongan.

### Legislación contra la discriminación
En Puerto Rico, no existe protección legal amplia contra la discriminación hacia las personas LGBT que aplique a todos los aspectos. Sin embargo, desde 2003 se prohíbe la discriminación laboral por motivos de orientación sexual e identidad de género mediante la Ley Núm. 22, la cual modificó
numerosas leyes para prohibir ampliamente la discriminación contra las personas LGBT en el empleo público o privado.
En 2019, el Departamento de Salud promulgó la Orden Administrativa 398, que establece la política publica de no discriminación contra pacientes en razón de su identidad de género, expresión de género u orientación sexual real o percibida en todas las instituciones que presten servicios de salud. La Orden también establece como requisito completar un curso de capacitación sobre sensibilidad y competencia cultural en el servicio a la población LGBT.

### Leyes sobre delitos de odio
Desde 2012, el Código Penal establece en su artículo 66(q) un agravante de responsabilidad penal cuando el delito cometido fue motivado por prejuicio hacia y contra la víctima por razón de orientación sexual e identidad de género.
En 2002, la Ley Núm. 46 modificó la Regla 171 del Reglamento de Procedimiento Penal de 1963 para agregar como circunstancia agravante el hecho de que un delito se haya cometido motivado por prejuicio hacia la víctima por razón de orientación sexual e identidad de género.

### Terapias de conversión
El 27 de marzo de 2019, el entonces Gobernador de Puerto Rico Ricardo Rosselló emitió la Orden Ejecutiva OE-2019-16 para prohibir, con efecto inmediato, las terapias de conversión o reparativas para cambiar la orientación sexual y la identidad de género de menores de edad. Esta orden ejecutiva también exige que las instituciones médicas y científicas que soliciten subvenciones estatales certifiquen explícitamente que no ofrecerán la terapia de reorientación sexual.

### Donación de Sangre
Desde abril de 2020, los hombres homosexuales y bisexuales de Puerto Rico en los Estados Unidos pueden donar sangre, solo después de un período de aplazamiento de 3 meses.

### Servicio militar
También pueden servir sin toda forma de discriminación en las Fuerzas Armadas de los Estados Unidos principalmente.[cita requerida]

## Los Partidos políticos
Los partidos políticos como el Partido Popular Democrático y el Partido Nuevo Progresista, son los dos principales más influyentes de la isla, en la que incluyen tanto partidarios como opositores de los derechos de la comunidad LGBT. Fue demostrado por la más recientemente votación de la Cámara de Representantes el 11 de noviembre de 2009, aprobando por el Proyecto de Ley 1725 (que prohíbe la discriminación por motivos de orientación sexual). El proyecto de ley fue aprobado por una votación de 43 a 6, con la mayoría de los representantes de ambos partidos votando a favor. Los seis representantes que votaron en contra del proyecto de ley se dividieron por igual entre ambos partidos. Bajo la administración de Ricardo Rosselló la mansión del Gobernador por primera vez en la historia se iluminó con los colores del arcoíris en apoyo a la comunidad LGBTQ.
El Partido Independentista Puertorriqueño, que es miembro del Socialismo Internacional y que está registrado como partidario de los plenos derechos de los ciudadanos LGBT. Otros grupos más pequeños de izquierda que se han expresado a favor de la independencia, también tienen constancia de apoyar los derechos LGBT. Sin embargo, no han propuesto mucha legislación sobre el avance de estos temas. En las elecciones generales de Puerto Rico de 2012 , todos los partidos recientemente fundados por el Movimiento Unión Soberanista, el Partido Puertorriqueños por Puerto Rico y el Partido del Pueblo Trabajador de Puerto Rico, apoyaron el matrimonio entre personas del mismo sexo y demandaron en prohibir la discriminación basada por orientación sexual e identidad de género.